# Worthington Hills
Worthington Hills est une ville américaine du comté de Jefferson, dans l’État du Kentucky. Elle comptait 1 446 habitants lors du recensement de 2010.

## Géographie
Worthington Hills est située à 38° 18′ 41″ de latitude Nord et 85°31′ 39″ de longitude Ouest (38° 18′ 41″ N, 85° 31′ 39″ O).
Sa superficie totale est de 0,78 km2 (soit 0,3mi²) et intégralement composée de terre.

## Sources
1. ↑  « Site officiel de la ville », sur worthingtonhills.com (consulté le 20 septembre 2023).
2. ↑  (en)« https://www.census.gov/geo/www/gazetteer/files/2010_place_list_21.txt »(Archive.org • Wikiwix • Archive.is • Google • Que faire ?) U.S Census Bureau

- (en) Cet article est partiellement ou en totalité issu de l’article de Wikipédia en anglais intitulé « Worthington Hills, Kentucky » (voir la liste des auteurs).